# Serafina Pekkala
Serafina Pekkala er en fiktiv hekse-dronning i Philip Pullmans trilogi om Det gyldne kompas. Hun regerer over nogle hekseklaner i Lake Enara-distriktet, som er det fiktivt navn som Pullman har fundet på, som dog henviser til Enaresøen i det nordlige Finland. Serafina er med i alle 3 bøger og hun følger tæt Lyra og hendes følgesvende. Serafinas daimon er Kaisa, en stor grå gås, og den er i stand til flyve langt væk fra Serafina, en evne som er normal for hekse og deres daimoner (selvom Serafinas daimon er af hankøn, er navnet Kaisa et finsk kvindenavn). Hun hjælper Lyra på hendes rejse for at forstå "Støv". 
Hun havde engang en søn med jypsianeren Farder Coram, der reddede hendes liv, da hun engang for længe siden blev angrebet af en stor rød fugl, som muligvis er en anden heks'. Det er almindeligt at hekse forelsker sig i mænd. Der er mænd der tjener indenfor heksesamfundet og som nogle gange bliver antaget som ægtemænd eller elskere. Hekse siges at være i stand til at lokke mænd med deres skønhed, intelligens og mod, men på grund af hekse har "en lang levetid, virker det næsten som om manden dør med det samme". Det giver selvfølgelig knuste hjerter hos heksene. Hvis en heks føder en pige, bliver pigen selv en heks, selvom manden skulle være "almindelig". Hvis det skulle blive en dreng, dræber heksen nogle gange barnet. 
Ifølge Serafina lever hekse flere hundrede år og Serafina hævder at være over tre hundrede år gammel. Hun fortæller også, at den ældste heks i hendes klan er over tusind år gammel. Hekse kan ikke eje noget og på den måde ikke bytte eller købe sig til beskyttelse eller troskab. De har ingen forestillinger om ære, så fornærmelser betyder intet for dem. Ekstreme temperaturer synes ikke at skade hekse. Selvom de har den kolde beskyttelse der beskytter dem fra at opleve andre ting, som normale mennesker kan, såsom "den lyse tindren af stjernerne eller Auroraens musik". Hekse flyver på koste af sky-fyr og sidestille det af flyve ved siden af at leve: som Serafina siger: "En heks ville hellere holde op med at trække vejret end at holde op med flyve. At flyve er at være helt os selv". De mener at når de dør, vil Yambe-Akka, de dødes gudinde, komme og hente dem. 
Pullman hævder, at Serafinas navn kommer fra en finsk telefonbog , men i en tale han holdt i Dundee, Skotland, sagde han, at han har navnet fra en liste over politikere, der bor i København. 
I Det Gyldne Kompas, den første filmastiseret del af bogen, bliver Serafina spillet af Eva Green.